# Cantó de Lo Pònt de Montvèrd
El cantó de Lo Pònt de Montvèrd és un cantó francès del departament del Losera, a la regió d'Occitània. Està enquadrat al districte de Florac, té sis municipis i el cap cantonal és Lo Pònt de Montvèrd.

## Municipis
- Fraissinet de Losera
- Lo Pònt de Montvèrd
- Sent Andiòu del Clèrguemòrt
- Sent Fresald de Ventalon
- Sent Maurise de Ventalon
- Vialars